# Wielka Rafa Koralowa

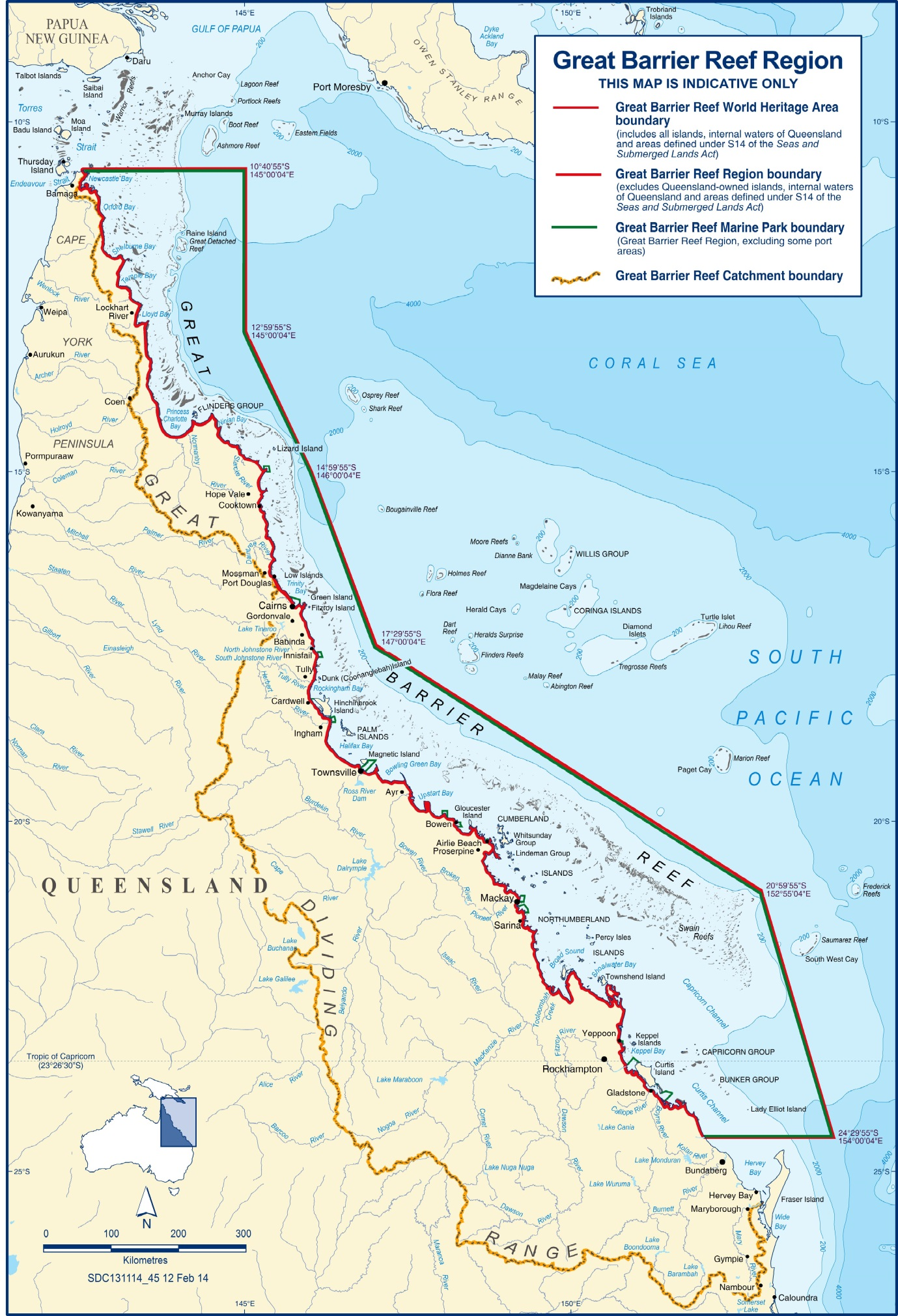
Zasięg Wielkiej Rafy Koralowej

Wielka Rafa Koralowa (ang. Great Barrier Reef) – największa na świecie rafa koralowa, położona wzdłuż północno-wschodnich wybrzeży Australii, na Morzu Koralowym.
Największa na Ziemi pojedyncza struktura wytworzona przez organizmy żywe, widoczna z kosmosu jako biała smuga na tle błękitnego oceanu.
Rafa znana była Aborygenom, a przez Europejczyków została odkryta 11 czerwca 1770 roku, kiedy brytyjski żeglarz James Cook (1728–1779) na okręcie „Endeavour” przypłynął do Australii podczas swojej pierwszej wyprawy na południe w latach 1768–1771.
W 1975 roku utworzono park morski – Park Morski Wielkiej Rafy Koralowej (ang. Great Barrier Reef Marine Park). W 1981 roku Wielka Rafa Koralowa została wpisana na listę światowego dziedzictwa UNESCO.

## Geografia

### Położenie
Wielka Rafa Koralowa leży wzdłuż północno-wschodnich wybrzeży Australii na terenie stanu Queensland. Rozciąga się na przestrzeni ponad 2300 km (od 10°S do 24°S) na Morzu Koralowym na Pacyfiku od Cieśniny Torresa przed Papuą-Nową Gwineą do Lady Elliot Island, leżącej ok. 75 km na północny wschód od Bundabergu. Leży w różnych odległościach od brzegów Australii, wahających się od 15 km (przy Cairns) do 250 km (przy Gladstone), i rozciąga się na powierzchni ponad 346 tysięcy km².
Wielka Rafa Koralowa dzielona jest na cztery regiony:
- Region Cieśniny Torresa – położony na północ od półwyspu Jork, szelf ma tu szerokość 100 a głębokość wody rzadko przekracza 20 m, na północy 5–10 m[7].
- Region Północny – rozciąga się powyżej równoleżnika 16° a głębokość wody nie przekracza 30 m[7].
- Region Centralny – region pomiędzy 16° a 20° równoleżnikiem, w jego części środkowej głębokość wody wynosi 100 m; zagęszczenie rafy jest tu najmniejsze[7].
- Region Południowy – rozciąga się na południe od równoleżnika 20°, wody oceanu sięgają tu 145 m głębokości[8].

Rafa widoczna jest gołym okiem z kosmosu.

### Powstanie Wielkiej Rafy Koralowej
Rafa powstaje z nagromadzenia się szkieletów wapiennych organizmów rafotwórczych, przede wszystkim koralowców. Rafy powstają w określonych warunkach:
- temperatura wody musi utrzymywać się powyżej -18 °C (średnia temperatura wody na powierzchni nie może być niższa niż 24 °C[11], a optymalne warunki to 26–27 °C[12])
- woda musi być czysta[13]
- głębokość wody nie może przekraczać 50 m[13]
- zasolenie wody musi utrzymywać się w przedziale 30–40‰[12]

Średni roczny przyrost rafy to 5–8 mm, który w idealnych warunkach może dochodzić do 15 mm.
Do powstania Wielkiej Rafy Koralowej przyczyniły się następujące czynniki:
- stabilny brzeg kontynentalny o umiarkowanym zanurzeniu
- dryft kontynentu na północ ku ciepłym wodom tropikalnym
- zmiany poziomu wód oceanicznych
- napływ osadów z lądu

Według teorii wędrówki kontynentów, po oderwaniu się od Antarktydy po rozpadzie Gondwany, Australia przesuwała się w okresie kenozoiku na północ w tempie 7 cm rocznie. Wschodnia Australia uległa wyniesieniu, a działalność wulkaniczna natężyła się – wiele z ówczesnych wulkanów stało się wyspami wulkanicznymi. Proces wyniesienia i denudacji trwający 50 milionów lat dostarczył budulca dla utworzenia się szelfu kontynentalnego. Po uformowaniu się basenu Morza Koralowego, w wodach Morza rozwinęły się pierwsze koralowce, jednak zbyt niska temperatura wody nie pozwoliła na ich bujny rozwój. Dopiero po przesunięciu się Australii ok. 25 milionów lat temu dalej na północ w obszar klimatu tropikalnego rafa zaczęła się rozwijać. Wskutek zmian temperatury, poziomu wód i ruchów geologicznych, pierwsze rafy koralowe uległy częściowemu zniszczeniu, a obecna Wielka Rafa Koralowa rozwinęła się na ich pozostałościach.
Wiek najstarszych depozytów rafy szacowany jest na 500–600 mil. lat. Współczesna rafa barierowa zaczęła rozwijać się ok. 9 tys. lat temu.

### Struktura
Wielka Rafa Koralowa nie jest ciągłym, jednolitym tworem, lecz obejmuje ponad 3000 pojedynczych raf (2900 na terenie Parku Morskiego i ok. 750 w obrębie Cieśniny Torresa), ok. 1000 wysp (np. Whitsunday Islands czy Dunk Island), a także wiele obszarów mielizn. Pojedyncze rafy mają różne kształty – jedne przypominają kształtem nerki i mają laguny (np. Bowden Reef), inne – wstęgi (np. Ribbon Reefs) a inne to płaskie platformy bez lagun. W obszarze Wielkiej Rafy nie występują samodzielne atole.
Szerokość rafy wynosi od 2 do 150 km. Badania przeprowadzone na rafie wykazały, że grubość tworzącej ją warstwy koralowca przekracza 500 m.
Między Wielką Rafą Koralową i wybrzeżem rozciągają się laguny. Ten obszar płycizn, który rzadko przekracza głębokość 100 m, pokrywa zamuloną warstwę chronioną przez przybrzeżne rafy. Od strony morza, zbocze rafy opada stromo na tysiące metrów w głąb morza. Rafa jest w tym miejscu narażona na działanie fal i wiatrów. Jednocześnie w miejscach, gdzie fale i temperatury są ekstremalne, rafy tracą największe ilości budulca. Duża część luźnego materiału zostaje ponownie związana i tworzy „nowe skały”. Rafa poddawana jest w ten sposób stałemu procesowi niszczenia i odbudowy.

### Klimat
Wielka Rafa Koralowa leży w całości w strefie klimatu tropikalnego, w strefie pasatów i w strefie cyklonów tropikalnych – tajfunów, które pojawiają się w okresie od listopada do maja. Dominującymi wiatrami są południowo-wschodnie pasaty, wiejące w okresie od kwietnia do października.
Nasilenie opadów zróżnicowane jest wraz z porą roku i położeniem geograficznym. Największe opady deszczów występują w lutym i marcu (jesienią). Najmniejsze opady notowane są pomiędzy marcem a październikiem. Na opady ma również wpływ zjawisko El Niño.

## Fauna i flora

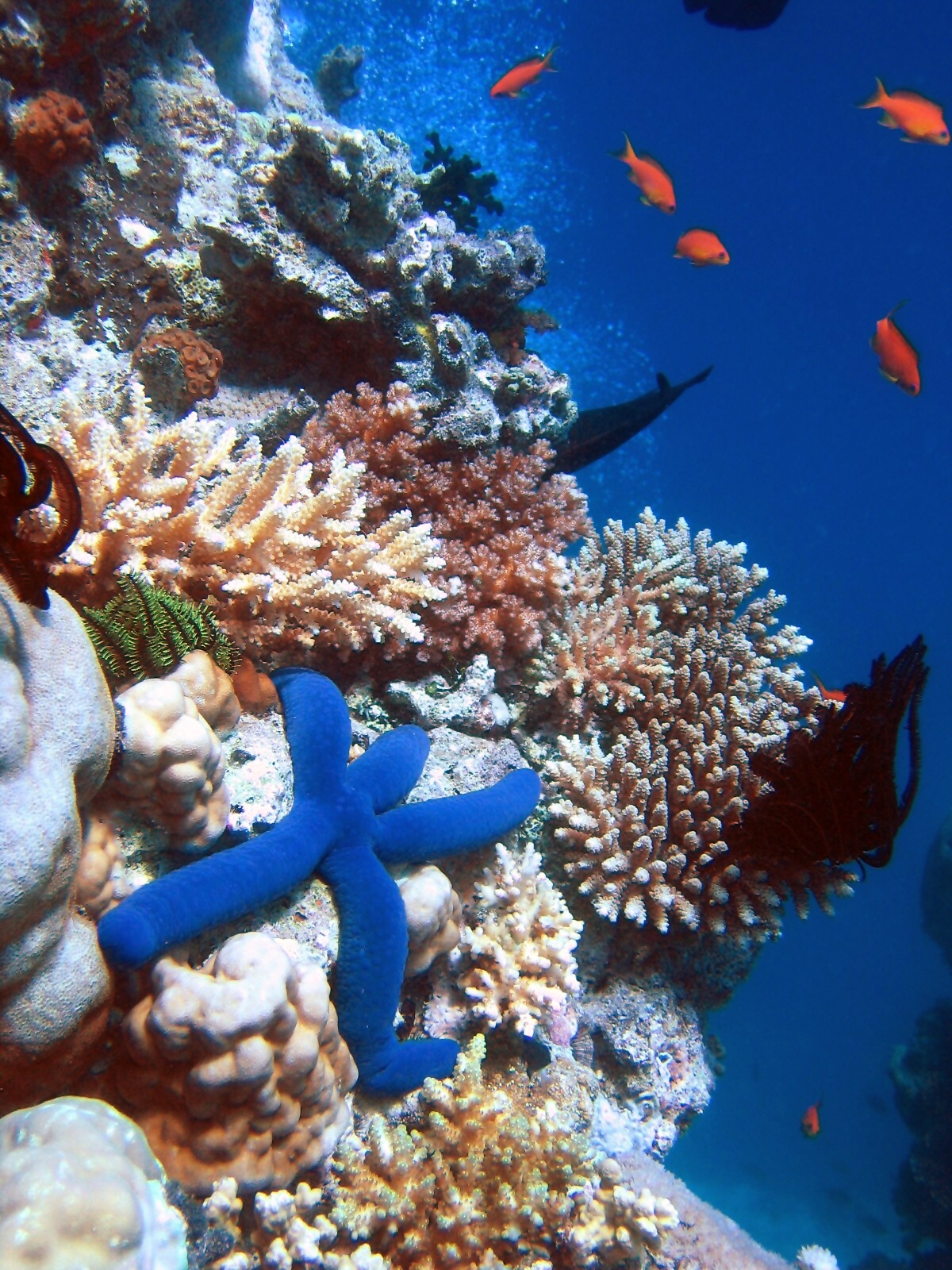
Rozgwiazda Linckia laevigata na tle koralowca z rodzaju Acropora

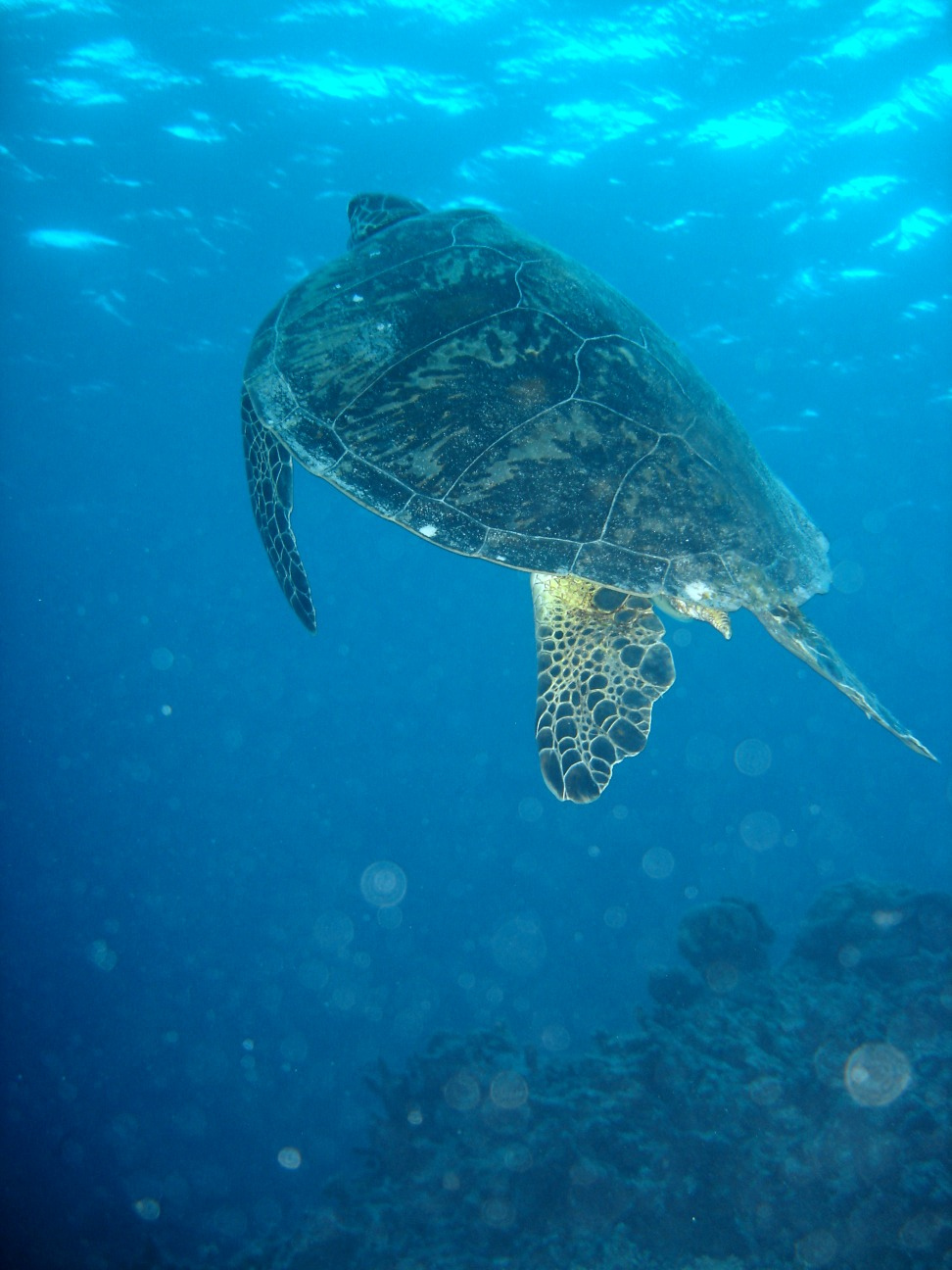
Żółw zielony

W wodach rafy żyje ok. 600 gatunków koralowców, 1625 gatunków ryb, 3000 gatunków mięczaków, 630 gatunków szkarłupni, 6 gatunków żółwi morskich, 30 gatunków wielorybów i delfinów, 133 gatunków rekinów i mant, 14 gatunków węży morskich oraz jedna z największych populacji diugoni. Większe wyspy pokryte są gęstą roślinnością tropikalną.

### Fauna morska
Wiele z występujących tu gatunków zwierząt jest objętych ochroną, cześć jest zagrożona wyginięciem:
- Żółwie morskie: żółw natator;
  - gatunki zagrożone: żółw zielony, żółw szylkretowy, żółw skórzasty, karetta i żółw oliwkowy[28][29]
- Krokodyle: krokodyl różańcowy i krokodyl australijski[28][29]
- Ptaki: albatros brunatny, Dionedea chrysostoma, faeton czerwonosterny, petrelec wielki, petrelec olbrzymi, Pterodroma heraldica, rybitwa białoczelna[29]
  - gatunki zagrożone: albatros wędrowny[29]
- Ssaki morskie:
  - gatunki o niskim stopniu zagrożenia: delfinek pręgoboki, delfinek wysmukły, delfiniak malajski, długopłetwiec oceaniczny, garbogrzbiet chiński, kotik subantarktyczny, płetwal karłowaty, steno długonosy[30]
  - gatunki zagrożone: diugoń, kaszalot spermacetowy, oreczka krótkogłowa, orka oceaniczna, płetwal błękitny, płetwal czerniakowy, płetwal zwyczajny[30]
  - gatunki o nieznanym stopniu zagrożenia: butlonos zwyczajny, delfinek długoszczęki, dziobowal zwartopyski, fereza mała, grindwal krótkopłetwy, Mesoplodon layardii, Mesoplodon pacificus, płetwal Bryde’a, płetwal tropikalny, risso szary, zyfia gęsiogłowa[30]
- Ryby chrzęstnoszkieletowe: Carcharhinus amblyrhynchoides, Carcharhinus brevipinna, Hypogaleus hyugaensis, manta, orleń cętkowany, patelnica niebieskoplama, Pseudocarcharias kamoharai, Triaenodon obesus, żarłacz jedwabisty, żarłacz tępogłowy, żarłacz tygrysi[30][31]
  - gatunki zagrożone: Brachaelurus colcloughi, Carcharias carcharias, Dasyatis fluviorum, ostronos atlantycki, rekin wielorybi, Rhynchobatus djiddensis, Sphyrna lewini, Sphyrna mokarran, tawrosz piaskowy, Urogymnus asperrimus, żarłacz biały, żarłacz brunatny, żarłacz czarnopłetwy[30][31]
  - gatunki o nieznanym stopniu zagrożenia: Orectolobus ornatus, liksa[30][31]
- Igliczniowate:
  - gatunki zagrożone: Hippocampus kuda, Hippocampus spinosissimus, Hippocampus trimaculatus[31]
  - gatunki o nieznanym stopniu zagrożenia: Doryrhamphus dactyliophorus, Hippocampus angustus, Hippocampus bargibanti, Hippocampus whitei, Syngnathoides biaculeatus, Solegnathus dunckeri, Solegnathus hardwickii[31]
- Bezkręgowce: Hippopus hippopus, korale madreporowe, przydacznia niebieska, Tridacna crocea, Tridacna derasa, Tridacna squamosa
  - gatunki zagrożone: przydacznia olbrzymia
- Ryby morskie: Epinephelus coioides, Epinephelus cyanopodus, Epinephelus daemelii, Epinephelus fuscoguttatus, Epinephelus malabaricus, Epinephelus polyphedakion, Epinephelus tukula, Halophryne queenslandiae, włócznik[31][32]
  - gatunki zagrożone: Bolbometopon muricatum, itajara goliat, panterka, wargacz garbogłowy[31][32]
  - gatunki o nieznanym stopniu zagrożenia: Epinephelus ergastularius, Epinephelus tauvina, Ogilbynia novaehollandiae[31][32]

#### Bielenie korali

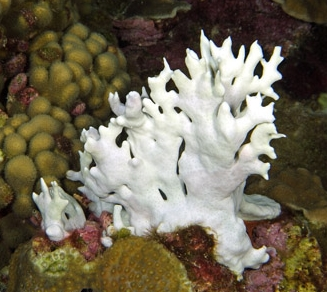
Wybielony koralowiec, 2010

Swoje wyraziste kolory koralowce zawdzięczają obecności w ich tkankach fotosyntetyzujących alg zooksantelli, które żyją z nimi w symbiozie, dostarczając im produkty syntezy w zamian za dostęp do światła. Algi opuszczają koralowce, kiedy wzrasta temperatura wody lub poziom jej zanieczyszczenia, a także w przypadku chorób koralowców. Koralowiec traci wówczas główne źródło pożywienia, zaczyna głodować i traci barwę – ulega wybieleniu (ang. coral bleaching) – jego tkanki stają się przezroczyste i uwidaczniają jego biały szkielet. Jeśli niesprzyjające warunki będą krótkotrwałe, algi powrócą do koralowca, który jednak będzie bardziej podatny na choroby. Jeśli niesprzyjające warunki będą miały charakter przewlekły (kilka tygodni), koralowiec umrze z głodu.
W ciągu ostatnich dwóch dekad na całym świecie miały miejsce procesy masowego bielenia koralowców. Wielka Rafa Koralowa ulegała bieleniu siedmiokrotnie, przy czym najbardziej dramatyczne w skutkach bielenia wystąpiły w latach 1981–1982, 1997–1998, 2001–2002, i 2014–2017. Główną przyczyną bielenia był wzrost temperatury wody, dodatkowy wzmocniony przez El Niño. W 1998 wystąpiło ono głównie w regionach nadbrzeżnych, dotykając najciężej środkowe i południowe części rafy. Objęło w różnym stopniu 55% rafy. W 2002 blaknięcie objęło więcej regionów (prawie 60 koralowców blakło w jakimś stopniu), w tym te centralne obszary, które nie wyblakły w 1998. Wówczas ponad 30% raf doświadczyło stresu temperaturowego w zakresie 8-16 DWH. Jednak tylko 5% koralowców obumarło.
Ostatnie blaknięcie było najpoważniejsze. Najsilniej wystąpiło na 1000-kilometrowym odcinku północnym, odznaczając się silnym gradientem na osi północ-południe. Ze 171 monitorowanych raf tworzących Wielką Rafę 85% zostało dotkniętych blaknięciem. Ponad 60% koralowców wyblakło zupełnie. Niespełna 10% rafy nie było ani trochę objęte zjawiskiem. Biorąc pod uwagę łączny zasięg zjawiska, niemal cała Wielka Rafa Koralowa została nim dotknięta. Doznany stres temperaturowy sięgał nawet 15 DWH. Południowa część Wielkiej Rafy została słabiej dotknięta blaknięciem najprawdopodobniej dzięki przejściu burzy tropikalnej po cyklonie Winston w 2016. Ochłodził on tamtejsze wody o kilka stopni Celsjusza. Naukowcy uważają, że Wielka Rafa Koralowa najpewniej już nigdy nie wróci do stanu sprzed 2016.

#### Symbioza ryb
Ryby zamieszkujące rafę koralową zbierają się czasami i czekają wspólnie na pojawienie się określonych gatunków krewetek lub wargaczy. Stworzenia te uwalniają większe ryby od pasożytów i usuwają martwe tkanki. Z takiego układu korzystają obie strony – krewetki, które mają stałe źródło pożywienia oraz ryby pozostające dzięki nim przy życiu.
Kolejnym przykładem symbiozy jest współpraca ryb z rodziny Gobiidae, czyli babkowatych, i krewetek z rodziny Alpheidae. Krewetka posiada asymetryczne, silne kleszcze (cecha rodziny Alpheidae). Wykopuje ona nimi tunel, który potem zamieszkuje wspólnie z rybami z rodziny Gobiidae. O każdym niebezpieczeństwie dobrze widzące ryby babkowate powiadamiają niemal ślepe krewetki, uderzając je ogonem po czułkach. Oba gatunki unikają w ten sposób zagrożenia, chroniąc się we współdzielonej jamie.

### Flora i fauna wysp
Wiele gatunków zwierząt i roślin występujących na wyspach jest objętych ochroną, cześć jest zagrożona wyginięciem:

#### Fauna
- Ptaki: Aerodramus spodiopygius, Epthianura crocea, kulon plażowy, fletnik rdzawobrzuchy, gwizdacz popielaty, Haematopus fuliginosus, kazarka nadobna, krogulec australijski, Lewinia pectoralis, Ninox rufa, papuzik trójbarwny, sokół siwy, żabiru czerwononogi[32]
  - gatunki zagrożone: kazuar hełmiasty, kulik syberyjski, Petrogale persephone[32]

#### Flora
- Acacia homaloclada, Acacia jackesiana, Acacia polyadenia, Acmenosperma pringlei, Actephila sessilifolia, Albizia retusa, Amaranthus pallidiflorus, Aphyllorchis queenslandica, Archidendron hirsutum, Arenga australasica, Aristolochia chalmersii, Atalaya rigida, Austromyrtus lucida, Austromyrtus pubiflora, Banksia plagiocarpa, Berrya rotundifolia, Bonamia dietichiana, Brachychiton compactus, Buchanania mangoides, Cerbera dumicola, Cerbera inflata, Cleistanthus myrtianthus, Combretum trifoliatum, Comesperma praecelsum, Corchorus hygrophilus, Croton magneticus, Ctenopteris blechnoides, Dendrobium johannis, Dendrobium phalaenopsis, Didymoplexis pallens, Dipodium ensifolium, Dischidia littoralis, Drosera adelae, Ehretia grahamii, Elaeocarpus carolinae, Eucalyptus xanthope, Gahnia insignis, Grewia graniticola, Gymnema brevifolium, Gymnostoma australianum, Habenaria divaricata, Habenaria xanthantha, Huperzia phlegmaria, Ipomoea saintronanensis, Kunzea graniticola, Larsenaikia jardinei, Leucopogon cuspidatus, Livistona drudei, Macaranga polyadenia, Macropteranthes fitzalanii, Muellerargia timorensis, Myrmecodia beccarii, Omphalea celata, Ozothamnus eriocephalus, Peripleura scabra, Peristylus banfieldii, Psychotria coelospermum, Psychotria lorentzii, Quassia bidwillii, Rhodamnia pauciovulata, Solanum sporadotrichum, Spathoglottis plicata, Stackhousia tryonii, Stenocarpus cryptocarpus, Syzygium alatoramulum, Tephrosia savannicola, Tiliacora australiana, Tinospora angusta, Wrightia versicolor, Xylosma ovatum, a także kapary, strączyńce i Tetramolopium[39][40]

## Odkrywcy Wielkiej Rafy Koralowej
- 1606 – Luis Váez de Torres
- 11 czerwca 1770 – James Cook na HMS „Endeavour”
- 1789 – William Bligh HMS „Bounty”

## Ochrona Wielkiej Rafy Koralowej
Od 26 października 1981 roku, rafa jest objęta ochroną jako park morski (ang. Great Barrier Reef Marine Park). W 1981 roku rafa została wpisana na listę światowego dziedzictwa UNESCO.

### Park Narodowy
W 1975 roku Australia przyjęła prawo o ustanowieniu narodowego Parku Morskiego Wielkiej Rafy Koralowej (ang. Great Barrier Reef Marine Park Act 1975). Zarządzaniem rafą zajmują się władze Parku (ang. Great Barrier Reef Marine Park Authority), które współpracują z rządem stanu Queensland.
Co pięć lat zarząd parku publikuje raport Great Barrier Reef Outlook Report wymagany przez Akt z 1975 roku, w którym przedstawia analizę stanu rafy, jej zagrożeń oraz prognozę na najbliższe lata. Ostatni raport z 2014 roku, za największe zagrożenia dla rafy uznaje zmiany klimatyczne, spływ powierzchniowy i rozwój wybrzeża, a w dalszej kolejności rybołówstwo i kłusownictwo.

### Zagrożenia dla Wielkiej Rafy Koralowej
Wielka Rafa Koralowa zmaga się z wieloma zagrożeniami, które zagrażają jej przetrwaniu. Należą do nich zmiany klimatyczne, które powodują wzrost temperatury wód, prowadzący do wybielania koralowców. Ponadto zanieczyszczenie wód chemikaliami i odpadami oraz niekontrolowana turystyka prowadzą do uszkodzeń rafy. Zwiększająca się liczba inwazyjnych gatunków oraz hałas w oceanach również stanowią poważne zagrożenie dla ekosystemu.